# Фулхенсио Батиста
Фулхенсио Батиста (на испански: Fulgencio Batista y Zaldívar МФА: [fulˈxensjo βaˈtista i salˈdiβar]) е кубински военен лидер, генерал, политик и президент.
Става законен президент (с избори) в периода 1940 – 1944 г. и диктатор (става президент в резултат на преврат) през 1952 – 1959 г.). Организатор е на държавни преврати през 1933 и 1952 г. В резултат на Кубинската революция и навлизането на партизаните, водени от Фидел Кастро, Раул Кастро, Че Гевара, Камило Сиенфуегос и Движението 26 юли, е принуден да избяга зад граница на 1 януари 1959 година. Той е мулат.
Батиста се издига на власт по време на сержантски бунт през 1933 г., който сваля временното правителство на Карлос Мануел де Сеспредес и Кесада. След това се самоназначава за главнокомандващ въоръжените сили с ранг полковник и на практика контролира 5-членната пентархия, функционираща като колективен държавен глава. Той поддържа властта си чрез низ от марионетни президенти до 1940 г., когато самият той е избран за президент на Куба чрез популистка платформа. През 1940 г. въвежда нова конституция и служи мандата си до 1944 г. Тогава заживява във Флорида и се завръща в Куба през 1952 г., за да се кандидатира отново за президент. Изправен пред сигурна загуба на изборите, той предприема военен преврат срещу текущия президент Карлос Прио Сокарас, което прекъсва изборите.
Върнал се на власт и получаващ финансова, военна и логистична подкрепа от правителството на САЩ, Батиста отменя конституцията от 1940 г. и премахва повечето от политически свободи, включително и правото за стачкуване. След това привлича богатите земевладелци, притежаващи най-големите захарни плантации, и управлява на фона на застояваща икономика, която увеличава разслоението между богатите и бедните кубинци. В крайна сметка, това довежда до положение, при което по-голямата част от захарната промишленост се притежава от американски компании, а чуждестранни граждани са собственици на 70% от обработваемата земя. Репресивното правителство на Батиста започва систематично да се възползва от експлоатирането на търговските интереси на Куба, договаряйки си доходоносни отношения както с американската мафия, която контролира бизнеса с наркотици, хазарт и проституция в Хавана, така и с големите американски мултинационални компании. За да потуши нарастващото недоволство сред населението, което се изразява чрез чести студентски протести и демонстрации, Батиста установява по-строга цензура върху медиите, като в същото време използва антикомунистическата си тайна полиция за широкомащабно насилие, изтезания и публични екзекуции. Убийствата достигат връх през 1957 г., когато Фидел Кастро вече е набрал голямо влияние и публичност. Броят на убитите е оценен на между стотици и 20 000 души.
Комунистите и бунтовниците срещу режима водят партизанска война в селските и градски райони срещу правителствените сили на Батиста, която кулминира в победа под командването на Че Гевара след битката за Санта Клара в навечерието на Нова Година през 1958/1959 г. Батиста незабавно напуска острова с личните си натрупани богатства за Доминиканската република, където тамошният диктатор и военен съюзник Рафаел Трухильо е на власт. Накрая, Батиста намира политическо убежище на португалския остров Мадейра под покровителството на диктатора Оливейра Саласар, а по-късно се премества в Ещорил, близо до Лисабон. Той води бизнес дейност в Испания (управлявана от Франсиско Франко по това време) и е отседнал в Марбея, когато на 6 август 1973 г. получава инфаркт и умира.

## Ранни години
Батиста е роден в град Вегуита, разположен в община Банес, Куба през 1901 г. в семейството на Белисарио Батиста Палермо и Кармела Салдивар Гонсалес, които се сражават във войната за независимост на Куба. Той е от испански, африкански, китайски и вероятно някакъв таино произход. Майка му го кръщава Рубен и му дава своето фамилно име Салдивар. Баща му не иска да го запише като Батиста. В регистрите на съдебната палата на Бейн, той е Рубен Салдивар до 1939 г., когато като Фулхенсио Батиста става кандидат за президент и се установява, че това име не съществува в свидетелствата за раждане; следователно трябва да отложи представянето на своята кандидатура и да плати 15 000 кубинско песо на местния съдия.
Смята се, че и двамата родители на Батиста са от смесена раса и единият може да е имал местна карибска кръв. Батиста първоначално е учи в държавно училище в Бейн, а по-късно посещава вечерни часове в американско училище. Напуска дома си на 14 години след смъртта на майка си. Идвайки от скромен произход изкарва прехраната си като работник в полетата с тръстика, докове и железопътни линии. Бивш шивач, механик, продавач на дървени въглища и разносвач на плодове. През 1921 г. пътува до Хавана и през април се присъединява към армията като редник. След като научава стенография и машинопис, Батиста напуска армията през 1923 г. като работи за кратко като учител по стенография, преди да се запише в Guardia Rural (селската полиция). Той се прехвърля обратно в армията като ефрейтор и става секретар на полковник. През септември 1933 г. получава чин сержант стенограф и като такъв действа като секретар на група подофицери, които водят „сержантска конспирация“ за по-добри условия и по-добри перспективи за повишение.

## Бунт от 1933 г.
През 1933 г. Батиста ръководи въстание, наречено Бунтът на сержантите, като част от преврата, който сваля правителството на Херардо Мачадо. Мачадо е наследен от Карлос Мануел де Сеспедес и Кесада, който няма политическа коалиция, която да го поддържа и скоро бива сменен.
Създадено е краткотрайно петчленно президентство, известно като Пентархията от 1933 г. Пентархията включва представител от всяка фракция против Мачадо. Батиста не е член, но контролира въоръжените сили на Куба. В рамките на дни представителят на студентите и преподавателите от Университета на Хавана, Рамон Грау Сан Мартин е избран за президент, а Батиста става началник-щаб на армията с чин полковник, което на практика го поставя под контрола на президентството. По-голямата част от офицерския корпус е принуден да се пенсионира или, според някои е избит.
Грау остава президент малко повече от 100 дни, преди Батиста, заговорничейки с американския посланик Съмнър Уелс, да го принуди да подаде оставка през януари 1934 г. Грау е заменен от Карлос Мендиета и в рамките на пет дни САЩ признава новото правителство на Куба, което продължава единадесет месеца. След това Батиста става силният човек зад поредица от марионетни президенти, докато не е избран за президент през 1940 г. След Мендиета следващите правителства са ръководени от Хосе Агрипино Барнет (пет месеца) и Мигел Мариано Гомес (седем месеца), преди Федерико Ларедо Бру да управлява от декември 1936 г. до октомври 1940 г.

## Конституционно президентство (1940–1944)
Батиста побеждава Грау на първите президентски избори (1940 г.) съгласно новата кубинска конституция и служи четиригодишен мандат като президент на Куба, първият и до ден днешен единствен кубинец, който не е бял на този пост. Батиста е подкрепен от Демократичната социалистическа коалиция и първоначалната Кубинска комунистическа партия (по-късно известна като Народна социалистическа партия), която по това време е с малко значение и никаква вероятност за изборна победа. Тази подкрепа се дължи главно на ранното застъпничество на Батиста за укрепване на трудовото законодателство и подкрепата му за профсъюзите, с които комунистите имат тесни връзки, както и на просъюзническата позиция през Втората световна война. Всъщност комунистите атакуват опозицията против Батиста, като твърдят, че Грау и други са „фашисти“ и „реакционери“. По време на този мандат Батиста извършва големи социални реформи и установява множество икономически регулации и про-синдикални политики.
Куба влиза във Втората световна война на страната на Съюзниците на 9 декември 1941 г., обявявайки война на Япония два дни след нападението над Пърл Харбър. На 11 декември правителството на Батиста обявява война на Германия и Италия. През декември 1942 г. след приятелско посещение във Вашингтон, Батиста заявява, че Латинска Америка ще аплодира, ако Декларацията на Обединените нации призове за война с Испания на Франсиско Франко, наричайки режима "фашистки".
През 1944 г. избраният наследник на Батиста, Карлос Саладригас Саяс е победен от Грау. През последните месеци от президентството си Батиста се опитва да попречи на идващата администрация на Грау.
Малко след това Батиста напуска Куба и отива в САЩ. „Просто се чувствах по-сигурен там“, твърди той. Развежда се със съпругата си Елиза и се жени за Марта Фернандес Батиста през 1945 г. Две от четирите им деца са родени в Съединените щати.
През следващите осем години Батиста остава на заден план, прекарвайки време в Уолдорф-Астория в Ню Йорк и дом в Дейтона Бийч, Флорида.
Той продължава да участва в кубинската политика и е избран в кубинския Сенат задочно през 1948 г. Връщайки се в Куба, решава да се кандидатира за президент и получава разрешение от президента Грау, след което сформира Партията на обединените действия. След като поема властта, Батиста основава Партията на прогресивното действие, но никога не си възвръща предишната народна подкрепа, въпреки че синдикатите го подкрепят до края.

## Военен преврат и диктатура (1952–1959)
През 1952 г. Батиста отново се кандидатира за президент. В тристранна надпревара Роберто Аграмонте от Ортодоксалната партия води във всички анкети, следван от Карлос Евия от Автентичната партия. Коалицията за обединено действие на Батиста е на трето място.
На 10 март 1952 г. три месеца преди изборите, Батиста с подкрепата на армията, организира преврат и завзема властта. Той сваля отиващия си президент Карлос Прио Сокарас, отменя изборите и поема контрола върху правителството като временен президент. Съединените щати признават неговото правителство на 27 март.

### Икономика на Куба
При завземането на властта Батиста наследява страна, която е относително просперираща за Латинска Америка. Според правителството на Батиста, въпреки че една трета от кубинците все още живеят в бедност, Куба е една от петте най-развити страни в региона. През 1950-те години брутният вътрешен продукт (БВП) на Куба на глава от населението е приблизително равен на този на Италия по това време, въпреки че все още е само една шеста от този на Съединените щати. Освен това, въпреки че корупцията и неравенството са широко разпространени при Батиста, заплатите на кубинските индустриални работници се повишават значително. През 1953 г. средното кубинско семейство има доход само от $6,00 на седмица, 15% до 20% от работната сила е безработна и само една трета от домовете имат течаща вода. Въпреки това, според Международната организация на труда, средната промишлена заплата в Куба става осмата най-висока в света през 1958 г., а средната селскостопанска заплата е по-висока от някои европейски нации.

### Връзки с мафията
През 50-те години на миналия век Хавана служи като „хедонистична площадка за световния елит“, създавайки значителни печалби от хазарт, проституция и наркотици за американската мафия, корумпираните служители на правоприлагащите органи и техните политически приближени. Според оценката на кубинско-американския историк Луис Перес, „Тогава Хавана беше това, в което се превърна Лас Вегас.“ В съответствие с това се изчислява, че до края на 50-те години на миналия век град Хавана има 270 публични домове. В допълнение, наркотиците, било то марихуана или кокаин са толкова изобилни по това време, че едно американско списание през 1950 г. пише, че "Наркотиците едва ли са по-трудни за получаване в Куба от чаша ром. И само малко по-скъпи." В резултат на това драматургът Артър Милър описва Куба на Батиста в „Нацията“ като „безнадеждно корумпирана, игрище на мафията, (и) бордей за американци и други чужденци.“
В опит да спечели от такава среда, Батиста установява трайни връзки с организираната престъпност, по-специално с американските мафиоти Майър Лански и Лъки Лучано, и под негово управление Хавана става известна като "латинския Лас Вегас". Батиста и Лански създават приятелство и бизнес отношения, които процъфтяват в продължение на десетилетие. По време на престой в Waldorf-Astoria в Ню Йорк в края на 40-те години на миналия век, е постигнато взаимно съгласие, че в замяна на рушвети Батиста ще даде на Лански и мафията контрол върху хиподрумите и казината в Хавана. След Втората световна война Лучано е условно освободен от затвора при условие, че ще се върне за постоянно в Сицилия. Лучано тайно се премества в Куба, където работи за възобновяване на контрола върху операциите на американската мафия. Лучано също управлява редица казина в Куба със санкцията на Батиста, въпреки че американското правителство в крайна сметка успява да окаже натиск върху правителството на Батиста да го депортира.[54]
Батиста насърчава масовия хазарт в Хавана. През 1955 г. той обявява, че Куба ще даде лиценз за игри на всеки, който инвестира 1 милион щатски долара в хотел или 200 000 долара в нов нощен клуб и че правителството ще предостави съответни публични средства за строителство, 10-годишно освобождаване от данъци и отказ мита върху вносно оборудване и обзавеждане за нови хотели. Всяко казино ще плати на правителството 250 000 долара за лиценза плюс процент от печалбата. Политиката пропуска проверки на фона, както се изисква за казино операции в Съединените щати, което отваря вратата за казино инвеститори с незаконно придобити средства. Кубинските изпълнители с правилните връзки достигат неочаквани печалби, като внасят безмитно повече материали, отколкото са необходими за нови хотели и продават излишъка. Говори се, че освен $250 000 за получаване на лиценз, понякога се изисква допълнителна такса "под масата".
Лански става видна фигура в хазартните операции в Куба и оказва влияние върху политиките на Батиста в казиното. Конференцията на мафията в Хавана се провежда на 22 декември 1946 г. в Hotel Nacional de Cuba; това е първата пълномащабна среща на лидери от американския подземен свят след срещата в Чикаго през 1932 г. Лански се заема да разчисти игрите в клуб Монмартър, който скоро става „мястото, където трябва да бъдеш“ в Хавана. Той също иска да отвори казино в хотел Nacional, най-елегантният хотел в Хавана. Батиста подкрепя идеята на Лански въпреки възраженията на американски емигранти като Ърнест Хемингуей и реновираното крило на казиното отваря врати през 1955 г. с шоу на певицата Ърта Кит. Казиното постига незабавен успех.
С отварянето на новите хотели, нощни клубове и казина Батиста прибира своя дял от печалбите. Всяка вечер прибира 10% от печалбите в казината на Санто Трафиканте, кабарето Sans Souci и казината в хотелите Sevilla-Biltmore, Commodoro, Deauville и Capri (отчасти собственост на актьора Джордж Рафт). Печалбата му от казината на Лански се оценява за 30%. Твърди се, че Лански лично внася милиони долари годишно в швейцарските банкови сметки на Батиста.

### Подкрепа от САЩ
По начин, който дяволизира кубинския народ, правителството на САЩ използва влиянието си, за да прокара интересите и да увеличи печалбите на частните американски компании, които „доминират икономиката на острова“. До края на 1950-те години финансовите интереси на САЩ притежават 90% от кубинските мини, 80% от комуналните услуги, 50% от железопътните линии, 40% от производството на захар и 25% от банковите депозити - общо около 1 милиард долара.
Ърл Е. Т. Смит, бивш посланик на САЩ в Куба, свидетелства пред Сената на САЩ през 1960 г., че „До преди Кастро, САЩ бяха толкова влиятелни в Куба, че американският посланик беше вторият най-важен човек, а понякога дори по-важен и от кубинския президент.“ В допълнение, почти „цялата помощ“ от САЩ за правителството на Батиста е под „формата на оръжейна помощ“, която „просто заздравява диктатурата на Батиста“ и „напълно не успява да подобри икономическото благоденствие на кубинския народ“. Подобни действия по-късно "позволяват на Кастро и комунистите да насърчат нарастващото убеждение, че Америка е безразлична към стремежите на Куба за достоен живот."
Според историка и писател Джеймс С. Олсън, правителството на САЩ по същество е „съзаговорник“ в споразумението поради силната опозиция на Батиста срещу комунизма, който в реториката на Студената война, изглежда поддържа бизнес стабилността. По този начин, според мнението на Олсън, „Правителството на САЩ не е имало затруднения да се справи с него, дори ако той беше безнадежден деспот.“ На 6 октомври 1960 г. сенатор Джон Ф. Кенеди, в разгара на кампанията си за президент на САЩ, осъжда отношенията на Батиста с правителството на САЩ и критикува администрацията на Айзенхауер за подкрепата му.

### Батиста и Кубинската революция
| „ | Вярвам, че няма държава в света, включително всички под колониално господство, където икономическата колонизация, унижението и експлоатацията са били по-лоши от Куба, отчасти поради политиките на моята страна по време на режима на Батиста. Одобрих прокламацията, която Фидел Кастро направи в Сиера Маестра, когато той основателно призоваваше за справедливост и особено копнееше да отърве Куба от корупцията. Дори ще отида по-далеч: до известна степен сякаш Батиста е въплъщение на редица грехове от страна на Съединените щати. Сега ще трябва да платим за тези грехове. По въпроса за режима на Батиста съм съгласен с първите кубински революционери. Това е напълно ясно. — Президентът на САЩ Джон Ф. Кенеди до Жан Даниел, 24 октомври 1963 г. | “ |

На 26 юли 1953 г., малко повече от година след втория преврат на Батиста, малка група революционери атакуват казармата Монкада в Сантяго де Куба. Правителствените сили лесно отблъсват нападението и арестуват лидерите му, докато много други бягат от страната. Основният лидер на атаката, Фидел Кастро е млад адвокат, който се кандидатира за парламента на отменените избори през 1952 г. Въпреки че Кастро никога не е официално номиниран, той смята, че превратът на Батиста е отклонил това, което би било обещаваща политическа кариера за него. В резултат на нападението на Монкада, Батиста суспендира конституционните гаранции и все повече разчита на полицейски тактики в опит да "изплаши населението чрез открити прояви на бруталност."
Батиста провежда избори през 1954 г., като се кандидатира като кандидат на политическа коалиция, включваща Партията на прогресивното действие, Партията на радикалния съюз и Либералната партия. Опозицията се разделя на въздържали се и електоралисти. Въздържалите се подкрепят бойкота на изборите, независимо от обстоятелствата, при които се провеждат, докато електоралистите търсят определени права и гаранции за участие. ЦРУ прогнозира, че Батиста ще използва всички необходими средства, за да гарантира, че ще спечели изборите. Батиста оправдава техните очаквания, използвайки измама и сплашване, за да си осигури президентството. Това кара повечето други партии да бойкотират изборите. Бившият президент Рамон Грау Сан Мартин, ръководещ електоралните фракции на Кубинската революционна партия, участва в политическата кампания, но се оттегля от кампанията дни преди деня на изборите, като обвинява, че поддръжниците му са били тероризирани. Батиста е избран за президент с подкрепата на 45,6% от регистрираните избиратели. Въпреки бойкота Грау получава подкрепата на 6,8% от гласувалите. Останалите гласоподаватели се въздържат.
До края на 1955 г. студентските бунтове и демонстрациите срещу Батиста стават чести, а безработицата се превръща в проблем, тъй като завършилите, навлизащи в работната сила не могат да си намерят работа. С тях той се справя чрез нарастващи репресии. Всички младежи са смятани за заподозрени революционери. Поради продължаващото си противопоставяне на Батиста и голямото количество революционна дейност, протичаща в неговия кампус, Университетът на Хавана е временно затворен на 30 ноември 1956 г. (отваря се чак през 1959 г. при първото революционно правителство). На 13 март 1957 г. студентският лидер Хосе Антонио Ечеверия е убит от полицията пред Радио Релох в Хавана, след като тръби, че Батиста е бил убит при студентска атака срещу Президентския дворец. В действителност Батиста оцелява, а студентите от Федерацията на университетските студенти (FEU) и Directorio Revolucionario (DR), които ръководят атаката, са убити в отговор на военните и полицията. Кастро бързо осъжда атаката, тъй като Движение 26 юли не е участвало в нея.
През април 1956 г. Батиста извиква популярния военен лидер полковник Рамон Баркин обратно в Куба от поста му на военен аташе в Съединените щати. Вярвайки, че Баркин ще подкрепи управлението му, Батиста го повишава в генерал. Въпреки това, Conspiración de los Puros (Заговорът на чистите) на Баркин вече е в ход и е напреднал твърде далеч. На 6 април 1956 г. Баркин повежда стотици кариерни офицери в опит за преврат, но е разочарован от лейтенант Риос Морехон, който предава плана. Баркин е осъден на изолация за осем години на остров Пайнс, докато някои са осъдени на смърт за държавна измяна. На много други е позволено да останат в армията без порицание.
Прочистването на офицерския корпус допринася за неспособността на кубинската армия да се бори успешно с Кастро и неговите партизани. Полицията на Батиста отговаря на нарастващите народни вълнения, като изтезава и убива млади мъже в градовете. Въпреки това армията му е неефективна срещу бунтовниците, базирани в планините Сиера Маестра и Ескамбрай. Друго възможно обяснение за неуспеха да се смаже бунтът е предложено от автора Карлос Алберто Монтанер: „Батиста не довършва Фидел от алчност... Неговото правителство е на крадци. Да има тази малка партизанска група в планините е в негова полза, така че той да може да нареди специални разходи за отбрана, които те могат да откраднат." Управлението на Батиста става все по-непопулярно сред населението и СССР започва тайно да подкрепя Кастро. Някои от генералите на Батиста също го критикуват в по-късните години, казвайки, че прекомерната намеса на Батиста във военните планове на неговите генерали за победа над бунтовниците възпрепятства морала на армията и прави всички операции неефективни.
| „ | Ясно е, че борбата с тероризма се превърна в стратегия на правителството на Батиста. Смята се, че около 20 000 цивилни са били убити. | “ |

В опит да събере информация за армията на Кастро, тайната полиция на Батиста привлича хора за разпит. Много невинни хора са измъчвани от полицията на Батиста, докато заподозрените, включително младежи публично екзекутирани като предупреждение към другите, които обмислят да се присъединят към бунтовниците. Освен това, „Стотици обезобразени тела бяха оставени да висят от стълбовете на лампите или изхвърлени по улиците в гротескна вариация на испанската колониална практика на публични екзекуции.“ Бруталното поведение има обратен ефект и увеличава подкрепата за партизаните. През 1958 г. 45 организации подписват отворено писмо в подкрепа на Движението на 26 юли, сред които национални организации, представляващи адвокати, архитекти, зъболекари, счетоводители и социални работници.
Съединените щати доставят на Батиста самолети, кораби, танкове и най-нова технология, като напалм, който той използва срещу бунтовниците. Въпреки това през март 1958 г. САЩ обявяват, че ще спрат да продават оръжие на кубинското правителство. Скоро след това САЩ налагат оръжейно ембарго, което допълнително отслабя позицията на правителството, въпреки че собствениците на земя и други, които се облагодетелстват от правителството, продължават да подкрепят Батиста.
Изборите са насрочени за юни 1958 г. както се изисква от конституцията, но са отложени до ноември 1958 г., когато Кастро и революционерите призовават за обща стачка и поставят няколко бомби в цивилни райони на страната. Трима основни кандидати участват в изборите: Карлос Маркес Стърлинг от Партията на свободните хора, бившият президент Рамон Грау Сан Мартин от Автентичната кубинска революционна партия и Андрес Риверо Агуеро от правителствената коалиция. Според Карлос Маркес Стърлинг и тримата са заплашвани от Кастро и са направени няколко опита за убийство както на Рамон Грау Сан Мартин, така и на Карлос Маркес Стърлинг. В деня на изборите оценките за избирателната активност варират от 30 до 50% в районите, където се провежда гласуването, което не включва части от Лас Вилас и Ориенте, които са контролирани от Кастро. Грау Сан Мартин обаче, както и преди това на изборите през 1954 г., оттегя кандидатурата си в рамките на няколко часа след изборния ден. Батиста обявява Риверо Агуеро за победител.
САЩ отхвърля резултатите от изборите и обявява планове да задържат дипломатическото признаване на правителството на Риверо Агуеро. Американският посланик в Куба Ърл Смит информира Агуеро, че Съединените щати няма да предоставят помощ и подкрепа на неговото правителство. Смит също информира Батиста, че САЩ го смятат за неспособен да поддържа ефективен контрол и че трябва да се пенсионира.
На 31 декември 1958 г. на парти в навечерието на Нова година, Батиста казва на своя кабинет и висши служители, че напуска страната. След седем години Батиста знае, че президентството му е приключило и рано сутринта бяга от острова. В 03:00 ч. сутринта на 1 януари 1959 г. Батиста се качва на самолет в Кемп Колумбия с 40 свои поддръжници и най-близки членове на семейството и отлита за Сиудад Трухильо в Доминиканската република. Втори самолет излита от Хавана по-късно през нощта, превозвайки министри, служители и губернатора на Хавана. Батиста взима със себе си лично богатство от повече от 300 милиона долара, които е натрупал чрез подкупи и плащания. Критиците обвиняват Батиста и неговите поддръжници, че са взели със себе си около 700 милиона долара в картини и пари, когато са избягали в изгнание.
Докато новините за падането на правителството на Батиста се разпространяват из Хавана, The New York Times описва ликуващи тълпи, изливащи се по улиците и клаксони на автомобили. Черно-червеното знаме на Движението 26 юли се развява върху автомобили и сгради. Атмосферата е хаотична. На 8 януари 1959 г. Кастро и армията му навлизат победоносно в Хавана. Вече получил отказ за влизане в Съединените щати, Батиста търси убежище в Мексико, които също му отказват. Лидерът на Португалия Антонио Салазар му позволява да се установи там при условие, че напълно се въздържа от политика.
Историците и първичните документи изчисляват, че между стотици и 20 000 кубинци са убити по време на режима на Батиста.
Броят от 20 000 обаче се оспорва от няколко историци, които го смятат за „пропаганда“. Според френския историк Жанин Вердес-Леру:
[...] Интелектуалци и журналисти безкрайно набиваха фалшивата цифра от 20 000 смъртни случая. В своя доклад пред Първия конгрес на кубинската комунистическа партия Кастро говори само за „неизчислим“ брой жертви. Специалистите са единодушни в заключението, че цифрата от 2000 смъртни случая е висок максимум.

## Личен живот

### Бракове и деца
Батиста се жени за Елиса Годинес Гомес (1900–1993) на 10 юли 1926 г. Двамата имат три деца: Мирта Каридад (1927–2010), Елиса Алейда (р. 1933 г.) и Фулхенсио Рубен Батиста Годинес (1933–2007). Той се развежда с нея през октомври 1945 г. против волята й, за да се ожени за дългогодишната си любовница Марта Фернандес Миранда.
Той се жени за Марта Фернандес Миранда (1923–2006) на 28 ноември 1945 г., малко след като разводът му става окончателен, и двамата имат пет деца: Хорхе Луис (р. 1942 г.), Роберто Франсиско (р. 1947 г.), Карлос Мануел (1950–1969), Фулхенсио Хосе (р. 1953 г.) и Марта Мария Батиста Фернандес (р. 1957 г.).
След бягството Батиста има дете, родено малко след смъртта му, на име Матео С. Батиста, майка му премахва фамилията Батиста от името му, за да не повдига подозрения.

### Извънбрачни връзки
Батиста е заклет филантроп, който участва в множество извънбрачни връзки през първия си брак. Той изневерява на първата си жена с множество жени и децата му разбират за връзките му. Първата му съпруга, която подкрепя съпруга си през цялата му политическа кариера и намира блудството му за унизително, никога не обмисля развод и толерира многобройните му афери. Въпреки това, Батиста се влюбва в много по-младата Марта Фернандес Миранда, която става негова дългогодишна любовница. Той подава документи за развод малко преди да се роди първото му внуче. Първата му съпруга и децата им са изумени и съсипани от развода.
През 1935 г. той става баща на извънбрачна дъщеря, Фермина Лазара Батиста Естевес, която подкрепя финансово.

## Смърт
След като бяга в Португалия, Батиста живее в Мадейра, а по-късно в Ещорил. Умира от инфаркт на 6 август 1973 г. в Марбеля, Испания.
Марта Фернандес Миранда де Батиста, вдовицата на Батиста, умира на 2 октомври 2006 г. Нейният син Роберто Батиста обявява, че тя е починала в дома си в Уест Палм Бийч, Флорида, САЩ. Страдала е от болестта на Алцхаймер.

## В популярната култура
Сред актьорите, изобразявали Батиста във филми, са Тито Алба в Кръстникът 2 (1974), Улф Морис в Куба и Хуан Фернандес де Аларкон в Изгубения град (2005).